# Begonia cladocarpoides
Begonia cladocarpoides là một loài thực vật có hoa trong họ Thu hải đường. Loài này được Humbert ex Aymonin & Bosser mô tả khoa học đầu tiên năm 1983.